# Spirit of the Forest
Spirit of the Forest (pol. Duch Lasu) - pierwszy album muzyczny fińskiej grupy Korpiklaani. Został wydany w roku 2003 przez wytwórnię Napalm Records. Znaczna większość utworów nawiązuje do fińskiej tradycji ludowej. Album ten jest dwujęzyczny, wykorzystywane są angielski oraz fiński. Są one mieszanką muzyki metalowej, folku oraz tradycyjnej, fińskiej humppy, czyli porywającej do tańca skocznej melodii.
Płyta została nagrana i zmiksowana w studiu BT-Powerhouse. Okładka została zaprojektowana przez Pekkę Keskinena. Zdjęcia zespołu zostały wykonane przez Janiego Rantalainena. Prócz regularnych członków zespołu w nagraniach pomagali jeszcze: perkusista zespołu Finntroll Samu Ruotsalainen, gitarzysta Jay Bjugg oraz akordeonista Tarnanen.

## Lista utworów
Autorem muzyki i tekstów, jeśli nie podano inaczej, jest Jonne Järvelä.
1. „Wooden Pints” – 3:42
2. „Before the Morning Sun” – 4:25
3. „God of Wind” – 3:14
4. „With Trees” – 8:06
5. „Pellonpekko” (muz.: Jaakko Lemmetty) – 3:36
6. „You Looked Into My Eyes” – 2:14
7. „Hullunhumppa” – 1:29
8. „Man Can Go Even Through the Grey Stone” – 2:22
9. „Pixies Dance” – 2:19
10. „Juokse Sinä Humma” (muz.: fińska muzyka ludowa) – 1:16
11. „Crows Bring the Spring” – 5:25
12. „Hengettömiltä Hengiltä” – 0:34
13. „Shaman Drum” (muz.: Jonne Järvelä i Jaakko Lemmetty, sł.: Jonne Järvelä) – 4:57
14. „Mother Earth” – 4:37

## Twórcy
- Jonne Järvelä – wokal, gitara akustyczna, gitara elektryczna
- Jaakko Lemmetty ("Hittavainen") – skrzypce, jouhikko, flet
- Matti Johansson ("Matson") – perkusja
- Ali Määttä – instrumenty perkusyjne
- Arto Tissari – gitara basowa
- Toni Honkanen ("Honka") – gitara elektryczna